# Jesús Martínez Álvarez
Jesús Emilio Martínez Álvarez (18 de septiembre de 1944) es un político mexicano, antiguo miembro del Partido Revolucionario Institucional, renunció en 2001 y se unió a Convergencia, partido político del que se alejó en 2006. Ha sido Gobernador de Oaxaca y Diputado Federal, desde 2011 a abril de 2013 fue Secretario General de Gobierno de Oaxaca.
Jesús Martínez Álvarez es contador público egresado de la Universidad Autónoma Benito Juárez de Oaxaca, y ha ocupado numerosos cargos en el gobierno de su entidad natal, entre los que están Recaudador de Rentas, Subtesorero general y Secretario General de Gobierno de 1980 a 1985 durante el gobierno de Pedro Vázquez Colmenares, además ha sido Presidente Municipal de Oaxaca de Juárez de 1978 a 1980 y Diputado Federal por el III Distrito Electoral Federal de Oaxaca a la LIII Legislatura en 1985. En el Distrito Federal ha sido Secretario General de Gobierno de 1991 a 1992 y Delegado en Venustiano Carranza entre otros.
En 1985, siendo diputado federal, fue designado gobernador sustituto de Oaxaca a la renuncia de Pedro Vázquez Colmenares, quien había sido designado director general de Aeropuertos y Servicios Auxiliares. En 2001 renunció al PRI y se afilió a Convergencia, donde fue designado secretario general y luego electo diputado federal a la LIX Legislatura de 2003 a 2006 y coordinador de su grupo parlamentario.
El 8 de agosto de 2011 fue nombrado por el gobernador Gabino Cué Monteagudo como el nuevo Secretario General de Gobierno en sustitución de Irma Piñeyro Arias, desempeñándose con anterioridad en la representación del Gobierno de Oaxaca en la Ciudad de México. El 13 de abril de 2013, en una dura carta dirigida al Gobernador del Estado, renuncia al cargo.